# Liévin Basket 62
Liévin Basket 62 est un ancien club français de basket-ball. Le club est basé dans la ville de Liévin.

## Historique
En mai 2008, le USA Liévin Basket-Ball change de nom et devient Liévin Basket 62. À partir de la saison 2008-2009, toutes les équipes du club engagées dans les différentes compétitions portent ce même nom.
La liquidation judiciaire du club, par suite de problèmes financiers, est prononcée en septembre 2012. Le Basket Club Liévinois est créé pour que les jeunes puissent jouer au basket-ball et tenter de remplacer le Liévin Basket 62.

## Entraîneurs successifs
- Vincent Vandeweghe
- Bertrand Van Butsele
- Pierre Besson
- Laurent Mopsus

## Joueurs célèbres ou marquants
Abdel Raho, Nicky White, Kelvin Robinson, Michel Jean-Baptiste Adolphe, Guillaume Bayard, Nando de Colo, Simon Cretaux, Arnaud Salon, Xavier Manuszak dit "the substitute", Clément Hazebroucq, Eddy Morand, Karim Atamna, Alexandre Dudouet, Morgan Hdayach, Mohamed Hachi, Francois Moutier, Anthony Gilles, Thibault Borski, Antoine Belkessa, Thomas Jonckheere, Benoit Langue, Olivier Lespagnol, Maxime Picque, Antwon Hoard, Vincent Mendy ,James Scott